# Martin Buschmann (Politiker)

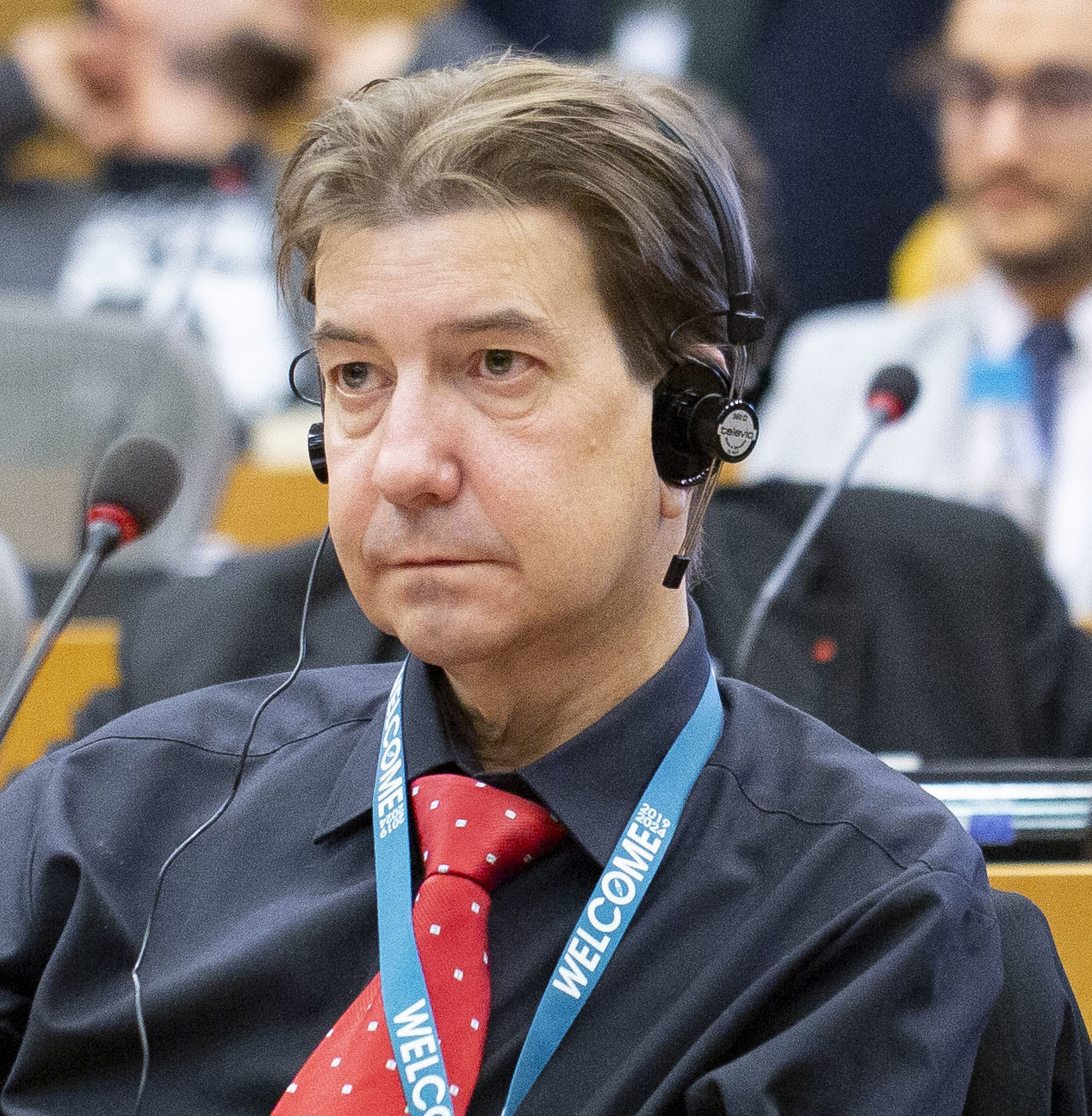
Martin Buschmann (2019)

Martin Buschmann (* 17. April 1970 in Hamburg) ist ein deutscher Politiker (parteilos, zuvor Tierschutzpartei, NPD). Von 2019 bis 2024 war er Mitglied des Europäischen Parlaments. Von Juli 2019 bis Januar 2020 war er Mitglied der GUE/NGL-Fraktion, Anfang 2020 trat Buschmann aufgrund seiner bekanntgewordenen Vergangenheit in der NPD aus der Fraktion und wenig später auch aus der Tierschutzpartei aus.

## Leben
Buschmann wurde in Hamburg geboren, wuchs jedoch in der südlichen Umlandgemeinde Neu Wulmstorf auf. Nach seinem Abitur am Gymnasium Neu Wulmstorf absolvierte er eine Ausbildung zum Außenhandelskaufmann. Anschließend war er für verschiedene Reedereien und im Supply-Chain-Management tätig.

## Politik
Von 1992 bis 1996 war Buschmann Mitglied der NPD, er war Vorsitzender des NPD-Kreisverbandes Harburg-Land und Schatzmeister des niedersächsischen Landesverbandes der Jungen Nationaldemokraten.
2009 trat er der Tierschutzpartei bei, nach eigenen Angaben sei er über Aktionen gegen das Tierversuchslabor in seinem Nachbarort Mienenbüttel zur Partei gekommen. Er setzt sich unter anderem für eine vegane Lebensweise und ein Verbot von Massentierhaltung ein. Seit 2015 war Buschmann hauptamtlich für seine Partei tätig, unter anderem als Generalsekretär.

### Mitgliedschaft im Europaparlament
Für die Europawahl 2019 nominierte seine Partei ihn für den ersten Listenplatz. Die Partei gewann 1,4 Prozent und damit eines der 96 deutschen Mandate, so dass Buschmann direkt ins Parlament einzog.
Buschmann trat nach der Europawahl der Fraktion der Vereinten Europäischen Linken/Nordische Grüne Linke (GUE/NGL) im Europaparlament bei, der unter anderem auch die deutsche Partei Die Linke angehört. Für die Fraktion war Buschmann Mitglied im Ausschuss für Landwirtschaft und ländliche Entwicklung sowie im Petitionsausschuss.
Am 26. Januar 2020 wurde Buschmanns NPD-Vergangenheit bekannt. Er distanzierte sich daraufhin in einer Stellungnahme von den Zielen der NPD und trat am 28. Januar 2020 aus der GUE/NGL-Fraktion aus. Die Führung seiner Partei sprach in einer Stellungnahme von 29. Januar 2020 von einem „schweren Vertrauensbruch“ und einer „massiven Rufschädigung“. Sie forderte Buschmann auf, sein Mandat niederzulegen. In diesem Fall wäre Robert Gabel, einer der drei Vorsitzenden der Tierschutzpartei, der auf Platz zwei der Liste der Tierschutzpartei gestanden hatte, ins Europäische Parlament nachgerückt. Buschmann kam der Forderung aber nicht nach und trat im Februar 2020 aus der Tierschutzpartei aus.
Buschmann schied mit dem Ende der Legislaturperiode im Juli 2024 aus dem Europaparlament aus.

## Privates
Buschmann ist verheiratet und lebt in Neu Wulmstorf.